# Berkshires
Los Berkshires son una región montañosa localizada en el este de los estados estadounidenses de Massachusetts y Connecticut. El término "Bershires" es normalmente usado por los locales, para referirse a la porción de las Green Mountains del estado de Vermont que se extienden hacia el sur por el oeste de Massachusetts.
La región disfruta de mucho turismo basado en la música, el arte y la naturaleza. Geológicamente los Berkshires pertenecen a los Apalaches.

## Definición
El término "Berkshires" tiene diferentes definiciones según se hable de política, cultura o geografía.

### Política

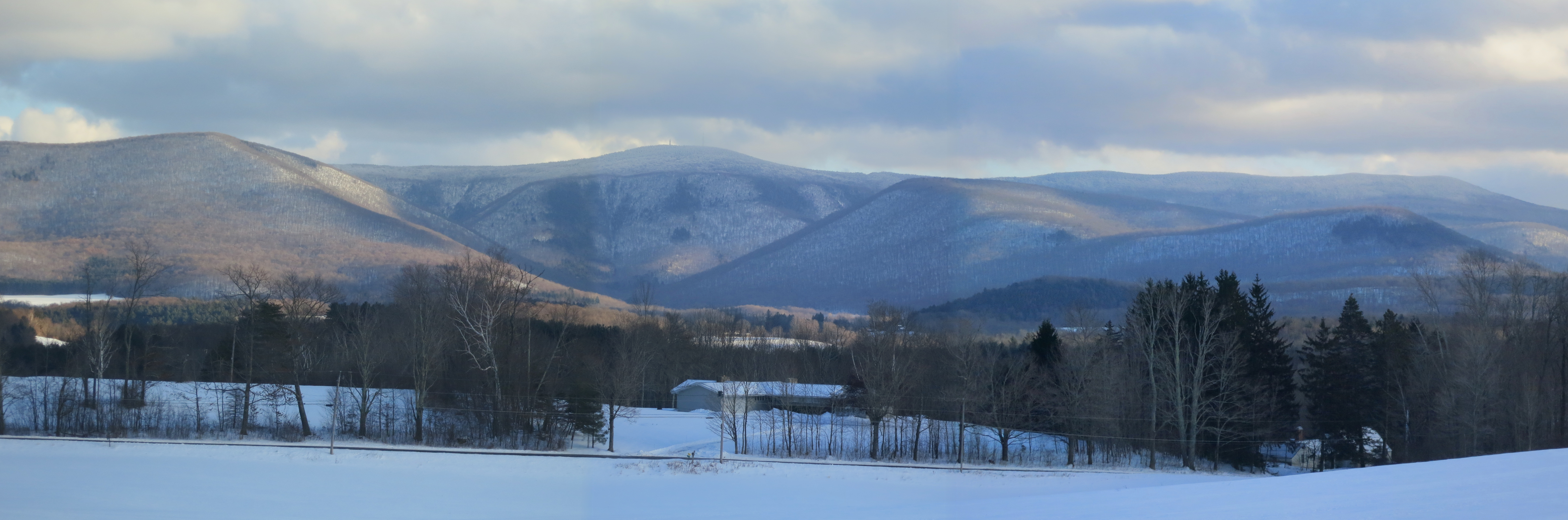
El monte Greylock, perteneciente a los Berkshires.

Políticamente, el Condado de Berkshire, Massachusetts, fue un cuerpo de gobierno formado en 1761, que incluye la parte occidental del estado, teniendo frontera con el estado de Nueva York. Geológica y físicamente, los Berkshires son la continuación sur de las Green Mountains del estado de Vermont, distinguiéndose de aquellas solo por la más baja altitud.

### Cultura
Culturalmente, los Berkshires incluyen el oeste de Massachusetts y el noroeste de Connecticut. La región cultural también incluyen las Montañas Taconic que tienen frontera con Nueva York.

### Geografía
Geológicamente bordean el oeste de las Montañas Taconic, los valle de mármol de los ríos Hoosic y Housatonic y más al sur, las tierras altas del Hudson.

## Historia

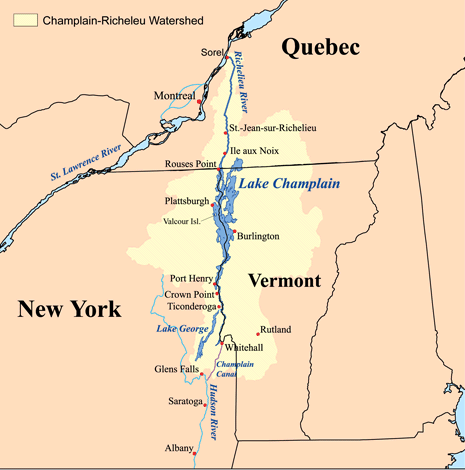
Mapa del lago Champlain donde se observa los fuertes Ticonderoga, Crown Point y St. Johns, y el río Hudson

Durante la Guerra de Independencia de los Estados Unidos, una tropa de la Armada Continental, bajo el mando del coronel Henry Knox, trajo los cañones capturados en el fuerte Ticonderoga, primero a lo largo del Río Hudson hasta Albany; y luego a través de los Berkshires hasta llegar a la ciudad de Boston (estos cañones servirían posteriormente, en marzo de 1776, para concluir el Asedio de Boston).
Esta hazaña de transporte es conocida como el "noble tren de artillería y fue llevada a cabo en el invierno de 1775-1776.